# Zandviltvlieg
De zandviltvlieg (Acrosathe annulata) is een vliegensoort uit de familie van de viltvliegen (Therevidae). De wetenschappelijke naam van de soort is voor het eerst geldig gepubliceerd in 1805 door Fabricius.